# Muribacinus
Muribacinus is een uitgestorven buidelwolf die in het Mioceen op het Australische continent leefde. Het geslacht omvat één soort, M.gadiyuli

## Fossiele vondsten
Fossielen van Muribacinus zijn gevonden in Riversleigh in het noordwesten van Queensland. Deze vondsten dateren uit het Midden-Mioceen. Het holotype bestaat uit een goed bewaard gebleven rechter bovenkaak met valse kiezen en kiezen. Daarnaast is een rechter onderkaak met kiezen gevonden van Muribacinus.

## Kenmerken
Met een geschat gewicht van 1,5 kg was Muribacinus een van de kleinste buidelwolven en alleen Mutpuracinus was nog iets kleiner. Muribacinus had het formaat van de gevlekte buidelmarter, tegenwoordig het grootste buidelroofdier op het Australische vasteland. Het gebit van Muribacinus toont aan dat deze buidelwolf een minder krachtige carnivoor was dan de gevlekte buidelmarter. Vermoedelijk bejoeg Muribacinus kleine gewervelde dieren en insecten. Het is mogelijk dat Muribacinus een boombewonend dier was in het regenwoudgebied dat Riversleigh destijds was, maar door het ontbreken van fossiel materiaal van het lichaam en de poten is dit puur hypothetisch.